# Danh sách cầu thủ tham dự Cúp bóng đá Trung Mỹ 2007
Đây là danh sách các đội hình tham dự Cúp bóng đá Trung Mỹ 2007 ở El Salvador, từ 8 đến 18 tháng 2 năm 2007.

## Bảng A

### El Salvador
Huấn luyện viên:  Carlos de los Cobos
| Số | Vt | Cầu thủ                | Ngày sinh (tuổi) | Số trận | Câu lạc bộ            |
| -- | -- | ---------------------- | ---------------- | ------- | --------------------- |
| 1  | TM | Juan José Gómez        |                  |         | Alianza F.C.          |
| 2  | HV | Manuel Salazar         |                  |         | ADFA La Paz           |
| 4  | HV | Luis Anaya             |                  |         | C.D. Águila           |
| 5  | HV | Víctor Velásquez       |                  |         | C.D. FAS              |
| 6  | HV | José Mendoza           |                  |         | A.D. Isidro Metapán   |
| 7  | TV | Víctor Merino          |                  |         | C.D. FAS              |
| 8  | TV | Héctor Ávalos          |                  |         | C.D. FAS              |
| 9  | TĐ | Álex Erazo             |                  |         | C.D. Águila           |
| 10 | TĐ | Josué Galdámez         |                  |         | C.D. FAS              |
| 14 | TĐ | Juan Díaz Rodríguez    |                  |         | C.D. Águila           |
| 15 | HV | Leonidas Guevara       |                  |         | A.D. Isidro Metapán   |
| 16 | TV | José Salamanca         |                  |         | C.D. Luís Ángel Firpo |
| 18 | TV | Gilberto Murgas        |                  |         | C.D. FAS              |
| 19 | HV | Alfredo Pacheco        |                  |         | C.D. FAS              |
| 20 | HV | William Antonio Torres |                  |         | C.D. Águila           |
| 21 | TV | Eliseo Quintanilla     |                  |         | San Salvador F.C.     |
| 22 | TM | Dagoberto Portillo     |                  |         | C.D. Águila           |
| 23 | TĐ | José Martínez          |                  |         | C.D. Luís Ángel Firpo |
| 25 | TM | José Manuel González   |                  |         | C.D. Águila           |

### Guatemala
Huấn luyện viên: Hernán Darío Gómez
| Số | Vt | Cầu thủ | Ngày sinh (tuổi) | Số trận | Câu lạc bộ |
| -- | -- | ------- | ---------------- | ------- | ---------- |

### Belize
Huấn luyện viên: TBA
| Số | Vt | Cầu thủ | Ngày sinh (tuổi) | Số trận | Câu lạc bộ |
| -- | -- | ------- | ---------------- | ------- | ---------- |

### Nicaragua
Huấn luyện viên:  Carlos de Toro
| Số | Vt | Cầu thủ | Ngày sinh (tuổi) | Số trận | Câu lạc bộ |
| -- | -- | ------- | ---------------- | ------- | ---------- |

## Bảng B

### Costa Rica
Huấn luyện viên:  Hernán Medford
| Số | Vt | Cầu thủ | Ngày sinh (tuổi) | Số trận | Câu lạc bộ |
| -- | -- | ------- | ---------------- | ------- | ---------- |

### Honduras
Huấn luyện viên:  José de la Paz Herrera
| Số | Vt | Cầu thủ             | Ngày sinh (tuổi) | Số trận | Câu lạc bộ  |
| -- | -- | ------------------- | ---------------- | ------- | ----------- |
| 1  | TM | Victor Coello       |                  |         | Marathon    |
| 3  | HV | Maynor Figueroa     |                  |         | Olimpia     |
| 7  | TV | Emil Martinez       |                  |         | Marathon    |
| 8  | TV | Wilson Palacios     |                  |         | Olimpia     |
| 9  | TĐ | Jairo Martinez      |                  |         | Motagua     |
| 10 | TĐ | Wilmer Velasquez    |                  |         | Olimpia     |
| 11 | HV | Sergio Mendoza      |                  |         | Olimpia     |
| 13 | TV | Dennis Ferrera      |                  |         | Marathon    |
| 14 | TĐ | Yermi Hernandez     |                  |         | Real España |
| 17 | HV | Emilio Izaguirre    |                  |         | Motagua     |
| 18 | TĐ | Saul Martinez       |                  |         | Motagua     |
| 19 | TĐ | Carlos Will Mejia   |                  |         | Platense    |
| 20 | HV | Mario Beata         |                  |         | Marathon    |
| 23 | HV | Oscar Boniek García |                  |         | Olimpia     |
| 27 | TĐ | Donis Escober       |                  |         | Olimpia     |
|    | TĐ | Erick Vallecillo    |                  |         | Real España |
|    | TĐ | Jorge Claros        |                  |         | Motagua     |
|    | TĐ | Victor Bernardez    |                  |         | Motagua     |
|    | TĐ | Mauricio Castro     |                  |         | Hispano     |
|    | TĐ | Junior Izaguirre    |                  |         | Marathón    |

### Panama
Huấn luyện viên:  Alexandre Guimarães
| Số | Vt | Cầu thủ | Ngày sinh (tuổi) | Số trận | Câu lạc bộ |
| -- | -- | ------- | ---------------- | ------- | ---------- |